# Monroe Island
Monroe Island ist die größte der Larsen-Inseln im Archipel der Südlichen Orkneyinseln. Sie liegt, getrennt durch die Sandefjord Bay, vor dem westlichen Ende von Coronation Island.
Die Walfangkapitäne George Powell und Nathaniel Palmer entdeckten die Larsen-Inseln im Dezember 1821, doch erst ihr norwegisches Pendant Petter Sørlle nahm nach einer Kartierung zwischen 1912 und 1913 die Benennung der Gruppe vor. Teilnehmer der britischen Discovery Investigations behielten 1933 Sørlles Benennung bei und benannten die größte der Inseln als Larsen Island. Das UK Antarctic Place-Names Committee erachtete dies 1954 als zu verwirrend und nahm eine Neubenennung vor. Namensgeber ist nunmehr die Sloop James Monroe, mit der Nathaniel Palmer 1821 in den Gewässern um die südlichen Orkneyinseln operierte.